# Allium caesium
Allium caesium är en amaryllisväxtart som beskrevs av Alexander Gustav von Schrenk. Allium caesium ingår i släktet lökar, och familjen amaryllisväxter. Inga underarter finns listade i Catalogue of Life.